# باشگاه فوتبال آبی‌ان بردع
باشگاه فوتبال آبی‌ان بردع (به لاتین: ABN Barda) یک باشگاه و تیم فوتبال پیشین در جمهوری آذربایجان است.